# 周春 (乾隆進士)
周春（1729年—1815年），字芚兮，号松霭，晚号黍谷居士，浙江海宁盐官人。

## 生平
周春為乾隆十九年（1754年）进士，在家候職十余年。後授廣西岑溪知縣。因父死丁憂离任。归家後，不再出仕，專心著述。嘉慶十五年（1810年）重赴鹿鳴宴。嘉慶（1815年）卒。

## 著作
周春学识渊博，有著作数十种，涉及音韻、史學、地方掌故等諸多領域，如“音学三书”，《西夏書》，《海昌勝覽》等。他也是最早研究《紅樓夢》的學者之一。